# Медеу-марафон
Алматинский міжнародний «Медеу-марафон» (аббр. АМММ) — щорічний марафонський забіг в Алмати. Зазвичай марафон відбувається наприкінці травня або у першій половині червня, як правило в неділю. Спортивний захід проводиться Алматинським клубом марафонців при підтримці Акімату Алмати з метою пропаганди здорового способу життя та популяризація оздоровчого бігу серед населення, зміцнення міжнародних зв'язків і дружби між народами, розвитку туризму в Алматинскому регіоні.

## Історія
Засновником і ідейним натхненником «Медеу-марафону» став підприємець з ФРН, спортсмен-марафонець доктор Йорг-Ульріх Кноблох. Уперше Алматинський марафон за його ініціативи був проведений у 1998 році. В першому забігу взяли участь 30 спортсменів. З того часу марафон, що проводиться щорічно, отримав статус міжнародного.
Організатори називають «Медеу-марафон» одним найскладніших у світі, адже половину маршруту спортсмени біжать вгору, потім вниз. Перепад висот сягає від 800 до 1900 метрів над рівнем моря.

## Загальна інформація
Змагання складається з марафону (біг на дистанцію 42 км 195 м), напівмарафону (дистанція 21 км 97,5 м) і командного екіден-марафону. Взяти участь в забігах можуть усі бажаючі, що досягли віку 18 років.
Вікові категорії у марафоні і напівмарафоні:
- чоловіки — 18-34, 35-39, 40-49, 50-54, 55-59, 60-64, 65 років і старші;
- жінки — 18-34, 35-39, 40-49, 50 років і старші.

Марафон-екіден складається з шести етапів: перший етап — 6 км біжать чоловіки, другий етап — 6 км біжать чоловіки, третій етап — 10 км біжать чоловіки, четвертий етап — 5 км біжать дівчата, п'ятий етап — 10 км біжать чоловіки, шостий етап — 5 км 195 м біжать дівчата.
Організаторами передбачаються спеціальні призи «Наймолодшому учаснику», «Учаснику — ветерану», «За мужність в досягненні мети», «Найчарівнішій учасниці».

## Маршрут марафону
За задумом організаторів першого марафону, йог траса мала пролягати дорогою, що зв'язує місто Алмати і урочище Медеу. Однак час від часу, зберігаючи загальне розташування траси, маршрут марафону дещо змінюється. З 2011 року старт марафону і напівмарафону відбувається під Аркою Національного парку Алмати. Траса марафону пролягає по верхній смузі проспекту Аль-Фарабі і проспекту Достик та далі Малоалматинською ущелиною до високогірного спортивного комплексу «Медеу» і назад. Напівмарафонці біжать так само проспектами Аль-Фарабі і Достик до відмітки 10,5 км на проспекті Достик, звідки біжать назад до фінішу біля Арки Нацпарку.